# 久礼郵便局
久礼郵便局（くれゆうびんきょく）は、高知県高岡郡中土佐町にある郵便局。民営化前の分類では集配特定郵便局であった。

## 概要
住所：〒789-1399 高知県高岡郡中土佐町久礼6619-5

## 沿革
- 1872年9月3日（明治5年8月1日） - 久礼郵便取扱所として開設[1]。
- 1875年（明治8年）1月1日 - 久礼郵便局（五等）となる。
- 1885年（明治18年）10月1日 - 貯金取扱を開始。
- 1890年（明治23年）8月1日 - 為替取扱を開始。
- 1900年（明治33年）3月6日 - 久礼郵便電信局となる。
- 1903年（明治36年）4月1日 - 通信官署官制の施行に伴い久礼郵便局となる。
- 1967年（昭和42年）3月25日 - 電話の加入および料金に関する簡易な事務を除く電話交換業務を須崎電報電話局に移管[2]。
- 1990年（平成2年）6月18日 - 上ノ加江郵便局から集配業務を移管。
- 2007年（平成19年）10月1日 - 民営化に伴い、併設された郵便事業須崎支店久礼集配センターに一部業務を移管。
- 2012年（平成24年）10月1日 - 日本郵便株式会社発足に伴い、郵便事業須崎支店久礼集配センターを久礼郵便局に統合。

## 取扱内容
- 郵便、印紙、ゆうパック、内容証明
- 貯金、為替、振替、振込、国際送金、国債
- 生命保険、バイク自賠責保険
- ゆうちょ銀行ATM
- 高岡郡中土佐町内の一部地域（旧大野見村域を除く地域：〒789-13xx）の集配業務

## 周辺
- 中土佐町役場
- 中土佐町立美術館
- 中土佐町立久礼小学校
- 中土佐町立久礼中学校
- 久礼港
- 国道56号
- 高知県道320号久礼須崎線

## アクセス
- JR土讃線 土佐久礼駅から南東へ200m（徒歩約5分）
- 高知高陵交通バス 久礼駅前停留所、もしくは役場前停留所下車
- 高知道 中土佐ICから南へ約1km
- 駐車場あり：2台